# Hypena neavei
Hypena neavei är en fjärilsart som beskrevs av M.Gaede. Hypena neavei ingår i släktet Hypena och familjen nattflyn. Inga underarter finns listade i Catalogue of Life.